# Фролов, Дмитрий Николаевич (Герой Социалистического Труда)
Дмитрий Николаевич Фролов (17 октября 1917, Большая Медведица, Вологодская губерния — 10 ноября 1993) — советский рабочий. Герой Социалистического Труда (1959).

## Биография
Дмитрий Фролов родился 17 октября 1917 года в деревне Большая Медведица Никольского уезда Вологодской губернии (сейчас Павинского района Костромской области).
Окончил среднюю школу.
Участвовал в Великой Отечественной войне.
В 1946 году по распределению приехал в Молотовск (сейчас Северодвинск) на завод № 402 (сейчас производственное объединение «Северное машиностроительное предприятие»). Трудился слесарем-монтажником по паротурбинным установкам, бригадиром — старшиной турбинного отсека первой в СССР атомной подводной лодки проекта 627.
Благодаря работе Фролова сократились сроки монтажа главной установки. Он сделал вклад в компоновку оборудования и систем турбинного отсека на новом для отрасли кораблей. Занимался подготовкой высококвалифицированных рабочих-турбинщиков для серийных кораблей.
23 июля 1959 года Указом Президиума Верховного Совета СССР за заслуги в деле создания новой техники и производственные достижения получил звание Героя Социалистического Труда с вручением ордена Ленина и золотой медали «Серп и Молот».
В мае 1978 года вышел на пенсию. Жил в Северодвинске.
Умер 10 ноября 1993 года. Похоронен на городском кладбище Северодвинска.
Награждён орденами Ленина (23 июля 1959), Отечественной войны 2-й степени (11 марта 1985), медалями, в том числе «За отвагу» (16 октября 1944) и «За трудовое отличие» (9 октября 1952).